# آدام سیچون
آدام سیچون (انگلیسی: Adam Cichon؛ زادهٔ ۲۰ اکتبر ۱۹۷۵) بازیکن فوتبال اهل لهستان است.
از باشگاه‌هایی که در آن بازی کرده‌است می‌توان به باشگاه فوتبال پولونیا ورشو، باشگاه فوتبال اس‌سی فورتونا کلن، و باشگاه فوتبال ویدزف ووچ اشاره کرد.